# Złota Kaczka
Złota Kaczka – najstarsza polska nagroda filmowa przyznawana przez miesięcznik „Film” i jego czytelników od 1956 r.

## Historia
W 1956 tygodnik „Film” (obecnie miesięcznik) świętował swoje 10-lecie i przy tej okazji narodził się pomysł przyznawania Złotych Kaczek. Na samym początku nagroda miała być przyznawana przez jury, które miało być złożone z redakcji oraz redaktora naczelnego pisma. Ostatecznie zdecydowano jednak, że nagrody przyznawać będą czytelnicy „Filmu”. Wśród osób głosujących zostały rozlosowane nagrody takie jak ekspres do kawy, tuzin chusteczek i inne. Projektantem nagrody został profesor Jerzy Jarnuszkiewicz.
Pierwsze Złote Kaczki zostały przyznane w dwóch kategoriach: najlepszy film polski i najlepszy film zagraniczny. Laureatami w tych kategoriach zostali Sprawa pilota Maresza Leonarda Buczkowskiego i Ostatni most Helmutha Kautnera. W 1962 dołożono trzecią kategorię: najlepszy polski film krótkometrażowy. W 1973 nie przyznano Złotych Kaczek, a zamiast nich pismo „Film” wraz z „Gazetą Zielonogórską” zorganizował plebiscyt na parę najpopularniejszych aktorów kina polskiego; zwycięzcami zostali Barbara Brylska i Jan Englert. W latach 1974–1975 Złote Kaczki zastąpiono Złotymi Kamerami, które przyznawali dziennikarze „Filmu” w kategoriach: najlepszy film polski, najlepszy debiut reżyserski, najlepsze kreacje aktorskie. Wręczano także wyróżnienia honorowe dla filmów spoza Polski.
W latach 1976–1981 Złote Kaczki nie były przyznawane. Złote Kaczki zaczęto ponownie przyznawać po stanie wojennym. Nagrody w kategoriach: najlepszy film polski i najbardziej lubiana para aktorów polskiego kina ponownie przyznawali czytelnicy. Gospodarzami gal byli m.in. Grażyna Torbicka, Piotr Bałtroczyk i Maciej Stuhr. Laureaci Kaczek otrzymywali je z rąk m.in. Beaty Tyszkiewicz czy Jerzego Zelnika. Retransmisje z uroczystości przyznania Złotych Kaczek były pokazywane w TVP2. Liczba kategorii rozrastała się od lat 90. W 2006 nagrody zostały przyznane w kategoriach: najlepszy film polski, najlepszy film zagraniczny, najlepsza aktorka polska, najlepsza aktorka zagraniczna, najlepszy aktor polski, najlepszy aktor zagraniczny, najlepsze wydanie DVD; zostały także przyznane przez redakcję pisma dwie nagrody specjalne.
W 2007 obchodzono 50-lecie polskiej szkoły filmowej, w związku z czym odbyła się jubileuszowa gala Złotych Kaczek. Gala prowadzona przez Monikę Richardson i Cezarego Pazurę była retransmitowana w TVP2. Statuetki otrzymali m.in. Andrzej Wajda w kategorii najlepszy film 50-lecia (Ziemia obiecana), Jerzy Stuhr w kategorii najlepszy aktor i Marek Koterski w kategorii najlepszy żart (Dzień świra). Na uroczystość przybyli także Jerzy Antczak, Jadwiga Barańska, Edyta Górniak, Katarzyna Figura, Jerzy Skolimowski, Zbigniew Zapasiewicz i Jerzy Hoffman.

## Złota Kaczka dla najlepszego filmu
| - 1956: Sprawa pilota Maresza - 1957: Kanał - 1958: Popiół i diament - 1959: Pociąg - 1960: Krzyżacy - 1961: Matka Joanna od Aniołów - 1962: Nóż w wodzie - 1963: Jak być kochaną - 1964: Pierwszy dzień wolności - 1965: Popioły - 1966: Faraon - 1967: Westerplatte - 1968: Żywot Mateusza - 1969: Pan Wołodyjowski - 1970: Krajobraz po bitwie - 1971: Życie rodzinne - 1972: nie przyznano - 1973: nie przyznano - 1974: Potop - 1975: Bilans kwartalny - 1976: Przepraszam, czy tu biją? - 1977: Kochaj albo rzuć - 1978: Spirala - 1979: Klincz - 1980: Kung-fu - 1981: nie przyznano - 1982: nie przyznano - 1983: Wielki Szu | - 1984: Seksmisja - 1985: Yesterday - 1986: C.K. Dezerterzy - 1987: Matka Królów - 1988: Krótki film o zabijaniu - 1989: Przesłuchanie - 1990: Ucieczka z kina „Wolność” - 1991: Podwójne życie Weroniki - 1992: Psy - 1993: Kolejność uczuć - 1994: Trzy kolory. Biały - 1995: Tato - 1996: Pułkownik Kwiatkowski - 1997: Kiler - 1998: Historia kina w Popielawach - 1999: Ogniem i mieczem - 2000: Życie jako śmiertelna choroba przenoszona drogą płciową - 2001: Cześć Tereska - 2002: Edi - 2003: Ciało - 2004: Pręgi - 2005: Komornik - 2006: Plac Zbawiciela - 2007: Ziemia obiecana (najlepszy film 50-lecia Złotych Kaczek) - 2008: Lejdis - 2009: 33 sceny z życia - 2010: Dom zły - 2011: Sala samobójców - 2012: Jesteś Bogiem |